# Evelyn (Name)
Evelyn ist ein englischer Vor- und Familienname.

## Herkunft und Bedeutung
Der Name Evelyn wird über einen englischen Nachnamen vom französischen Vornamen Aveline abgeleitet. Dieser geht wiederum auf den germanischen Namen Avelina, einen Diminutiv von Avila, zurück.
Avila leitet sich vom germanischen Element avi ab. Die genaue Herkunft ist unbekannt, möglicherweise bedeutet es „begehrt, gewünscht“. Möglich ist jedoch auch ein Zusammenhang mit altsächsisch aval „Kraft“, „Stärke“ oder urgermanisch *awja „Hagel“.

## Verbreitung
Der Name Evelyn ist seit dem 17. Jahrhundert als geschlechtsneutraler Vorname in Gebrauch. Während er zu Beginn häufiger an Jungen vergeben wurde, wird er heute fast ausschließlich von Frauen getragen. Möglicherweise lässt sich das mit der klanglichen Ähnlichkeit zu Eve und Evelina erklären.
Im ausgehenden 19. Jahrhundert war der Name in den USA als Mädchenname mäßig beliebt. Seine Popularität stieg im Laufe der Jahre an, sodass er vor allem in den 1910er und 1920er Jahren häufig vergeben wurde. Dabei verfehlte er die Top-10 der Vornamenscharts nur knapp. Ende der 1920er Jahre begann die Beliebtheit beständig zu sinken, bis er in den 1970er Jahren einen Tiefpunkt erreichte. Jedoch blieb der Name mäßig beliebt. Insbesondere seit den 1990er Jahren wird der Name wieder häufiger vergeben. Seit 2017 gehört er zu den 10 meistvergebenen Mädchennamen der Vereinigten Staaten. Ein ähnliches Bild zeigt sich auch in Kanada, wo der Name jedoch bis in die 1950er Jahre hinein zu den 100 beliebtesten Mädchennamen zählte. Im Jahr 2019 belegte Evelyn Rang 7 der kanadischen Vornamenscharts. Die Popularität des Namens in Neuseeland zeigt einen vergleichbaren Verlauf.
In England und Wales wurde Evelyn in den 1990er Jahren noch selten vergeben. Jedoch stieg seine Beliebtheit seitdem an. Im Jahr 2020 belegte Evelyn Rang 21 der Vornamenscharts.
In Deutschland war der Name Evelyn zu Beginn der 1930er und in den 1950er Jahren besonders beliebt und erreichte dabei Platzierungen im Mittelfeld der Top-100 der Hitliste. Der Name geriet schließlich außer Mode. Im Jahr 2004 tauchte der Name plötzlich wieder in den Vornamenscharts auf. Obwohl die Popularität bereits im Jahr 2005 deutlich sank, wird der Name seitdem wieder regelmäßiger vergeben. Im Jahr 2021 belegte Evelyn Rang 161 der Vornamenscharts. Dabei ist hierzulande Evelyn die geläufigste Schreibweise.

## Varianten
- Deutsch: Evelin, Eveline, Evelyne
  - Sorbisch: Ewelin
- Englisch: Evalyn, Eveleen, Eveline, Evelynn
  - Diminutiv: Evie, Evvie
- Niederländisch: Evelien

## Namensträger

### Vorname

#### Evelyn (weiblich)
- Evelyn Ashford (* 1957), US-amerikanische Sprinterin
- Evelyn Buckwar (* 1964), deutsche Mathematikerin
- Evelyn Cavendish, Duchess of Devonshire (1870–1960), britische Adlige
- Evelyn Cron (* 1940), deutsche Schauspielerin
- Evelyn Dörr (* 1964), deutsche Autorin und Regisseurin, Theater- und Tanzwissenschaftlerin
- Evelyn Dove (1902–1987), britische Sängerin und Schauspielerin
- Evelyn Everett-Green (1856–1932), britische Romanautorin
- Evelyn Fischer, deutsche Journalistin
- Evelyn Fischer (* 1964), deutsche Sängerin und Moderatorin
- Evelyn Glennie (* 1965), britische Schlagzeugerin und Komponistin
- Evelyn Gressmann (1943–2018), deutsche Schauspielerin und Synchronsprecherin
- Eveline Hall (* 1945), deutsches Model, Balletttänzerin und Schriftstellerin
- Evelyn Hamann (1942–2007), deutsche Schauspielerin
- Evelyn Hartnick-Geismeier (1931–2017), deutsche Bildhauerin und Medailleurin
- Evelyn Hecht-Galinski (* 1949), deutsche Publizistin
- Evelyn Herwegh (* 1961), deutsche Ruderin
- Evelyn Hofer (1922–2009), deutschstämmige Fotografin, später mexikanische und englische Staatsbürgerin
- Evelyn Holst (* 1952), deutsche Journalistin und Autorin
- Evelyn Insam (* 1994), italienische Skispringerin
- Evelyn Jamison (1877–1972), britische Mediävistin
- Evelyn Keyes (1916–2008), US-amerikanische Schauspielerin
- Evelyn Klengel-Brandt (* 1932), deutsche Archäologin
- Evelyn Korn (* 1969), deutsche Ökonomin und Hochschullehrerin
- Evelyn Künneke (1921–2001), deutsche Sängerin und Schauspielerin
- Evelyn Lauder (1936–2011), US-amerikanische Unternehmerin und Philanthropin
- Evelyn Meyka (1936–2018), deutsche Schauspielerin, Hörspiel- und Synchronsprecherin
- Evelyn Opela (* 1945), deutsche Schauspielerin
- Evelyn Pernkopf (* 1990), österreichische Skirennläuferin
- Evelyn Richter (1930–2021), deutsche Fotografin
- Evelyn Ruzicka (* 1982), österreichische Schauspielerin, Sängerin und Songwriterin
- Evelyn Sanders (1934–2022), deutsche Schriftstellerin
- Evelyn Thomas (1953–2024), US-amerikanische Sängerin
- Evelyn Underhill (1875–1941), anglokatholische Mystikerin und Theologin
- Evelyn Venable (1913–1993), US-amerikanische Schauspielerin
- Evelyn Weiss (1938–2007), deutsche Kunsthistorikerin

Künstlername:
- Evelyn (* 1980 als Evelyn Valerie Zangger), Schweizer Sängerin und Songwriterin
- Evelyn Brent (1899–1975; eigentlich: Mary Elizabeth Riggs), US-amerikanische Schauspielerin der Stummfilmzeit
- Evelyn Vysher (* 1973 unter dem bürgerlichen Namen Evelyn Fischereder), österreichische Moderatorin, Sängerin und Sprecherin

#### Evelyn (männlich)
- Evelyn Baring, 1. Earl of Cromer (1883–1907), britischer Diplomat, Generalkonsul von Ägypten
- Evelyn Baring, 1. Baron Howick of Glendale (1903–1973), britischer Gouverneur in verschiedenen Kolonien
- Evelyn Barker (1894–1983), General der British Army im Zweiten Weltkrieg
- Evelyn Dennison Hone (1911–1979), letzter britischer Gouverneur von Nordrhodesien
- Evelyn Mountstuart Grant Duff (1863–1926), britischer Diplomat
- Evelyn Waugh (1903–1966), englischer Schriftsteller
- Evelyn Henry Wood (1838–1919), britischer Feldmarschall, Oberbefehlshaber der ägyptischen Armee

#### Evelyne
- Evelyne Ackermann (* 1991), Schweizer Unihockeyspielerin
- Evelyne Binsack (* 1967), Schweizer Bergführerin, Helikopterpilotin und Abenteurerin
- Evelyne Brochu (* 1982), frankokanadische Schauspielerin
- Evelyne de la Chenelière (* 1975), kanadische Schauspielerin, Schriftstellerin und Dramatikerin
- Evelyne Crochet (* 1934), französisch-amerikanische Pianistin
- Evelyne Gebhardt (* 1954), deutsche Politikerin (SPD)
- Evelyne Kolnberger (1941–2018), deutsche Schriftstellerin und Übersetzerin
- Evelyne Kraft (1951–2009), Schweizer Schauspielerin
- Evelyne Leu (* 1976), Schweizer Freestyle-Skisportlerin
- Evelyne Müller (* 1962), Schweizer Radrennfahrerin
- Evelyne Marie France Neff (* 1941), Politikerin mit deutscher und französischer Staatsbürgerschaft
- Evelyne Polt-Heinzl (* 1960), österreichische Literaturwissenschaftlerin und -kritikerin sowie Kuratorin
- Evelyne Trouillot (* 1954), haitianische Schriftstellerin

#### Evelin
- Evelin Bürger (* 1952), deutsche Autorin, Verlagsgründerin und Tarotspezialistin
- Evelin Dahm (* 1978), deutsche Pop-Sängerin und Trainerin für Pferde und Reiter
- Evelin Degen (* 1966), deutsche Flötistin
- Evelin Fischer (* 1948), deutsche Politikerin (SPD)
- Evelin Förster (* 1955), deutsche Chanson-Interpretin und Autorin
- Evelin Frerk (* 1947), deutsche Fotografin und Journalistin
- Evelin Götzen (* 1963), deutsche Fußballspielerin
- Evelin Gremmel (* 1980), deutsche Sängerin, Tänzerin, Bühnen- und Musicaldarstellerin
- Evelin Groß (* 1958), deutsche Politikerin (CDU)
- Evelin Harjakas (* 1985), estnische Fußballspielerin
- Evelin Ilves (* 1968), zweite Ehefrau des estnischen Politikers Toomas Hendrik Ilves
- Evelin Jahl (* 1956), deutsche Leichtathletin
- Evelin Kaufer (* 1953), deutsche Leichtathletin
- Evelin König (* 1966), deutsche Fernsehmoderatorin und Journalistin
- Evelin Lanthaler (* 1991), Südtiroler Naturbahnrodlerin
- Evelin Lindner (* 1954), deutsche Ärztin, Psychologin und transdisziplinäre Wissenschaftlerin
- Evelin Matt (1934–2024), deutsche Fernsehproduzentin und Drehbuchautorin
- Evelin Mercado (* 2003), ecuadorianische Leichtathletin
- Evelin Nádházy (* 1995), ungarische Sprinterin
- Evelin Novak (* 1985), kroatische Opernsängerin (Sopran)
- Evelin Rivera (* 1997), kolumbianische Leichtathletin
- Evelin Samuel (* 1975), estnische Jazz- und Musical-Sängerin
- Evelin Schönhut-Keil (* 1960), deutsche Politikerin (Grüne)
- Evelin Schröck (* 1961), deutsche Professorin für Humangenetik
- Evelin Speth (* 1998), ungarische Handball- und Beachhandballspielerin
- Evelin Wetter (* 1969), deutsche Kunsthistorikerin, Hochschullehrerin und Kuratorin

#### Eveline
- Eveline Artmann (* 1968), österreichische Juristin und Professorin
- Eveline Crone (* 1975), niederländische kognitive Entwicklungspsychologin
- Eveline Drummen (* 1987), niederländische Balletttänzerin
- Eveline Fischer (* 1969), britische Videospielmusik-Komponistin
- Eveline Goodman-Thau (* 1934), Rabbinerin und Professorin für jüdische Religions- und Geistesgeschichte
- Eveline Gottzein (1931–2023), deutsche Ingenieurin
- Eveline Hasler (* 1933), Schweizer Schriftstellerin
- Eveline Kooijman (* 1980), niederländische in Deutschland lebende Fotografin
- Eveline Lemke (* 1964), deutsche Unternehmensberaterin
- Eveline von Maydell (1890–1962), deutsche Silhouetten-Künstlerin
- Eveline Rohregger (* 1977), österreichische Skirennläuferin
- Eveline Stähelin (* 1959), Schweizer Drehbuchautorin und Filmregisseurin
- Eveline Suter (* 1979), schweizerische Schauspielerin, Sängerin und Musicaldarstellerin
- Eveline Widmer-Schlumpf (* 1956), Schweizer Bundesrätin (2008–2015)
- Eveline Wild (* 1980), österreichische Konditorin und Fernsehköchin
- Eveline Wirth (* 1958), Schweizer Freestyle-Skierin und Snowboarderin

### Familienname
- John Evelyn (1620–1706), englischer Schriftsteller
- Judith Evelyn (1909–1967), US-amerikanische Theater- und Filmschauspielerin
- Tristan Evelyn (* 1998), barbadische Sprinterin